# Falaise (Calvados)
Pour les articles homonymes, voir Falaise (homonymie).
Falaise est une commune française, située dans le département du Calvados, en région de Normandie, peuplée de 7 744 habitants.

## Géographie

### Situation
La ville de Falaise se trouve dans le sud du département du Calvados. La vieille ville fortifiée est située sur un éperon rocheux au bord de l'Ante.
Falaise a donné son nom à la région naturelle et historique d'un pays normand, la campagne de Falaise.

### Communes limitrophes
| Aubigny                               | Aubigny                         | Versainville |
| Noron-l'Abbaye, Saint-Martin-de-Mieux | Falaise                         | Eraines      |
| Saint-Pierre-du-Bû                    | Saint-Pierre-du-Bû, La Hoguette | La Hoguette  |

### Géologie

Carte géologique du Massif armoricain.

Dans la Normandie armoricaine, la déformation varisque se traduit par un plissement des séries paléozoïques en une succession de vastes synclinaux et anticlinaux. Falaise constitue la terminaison orientale du synclinorium de la zone bocaine. Le Briovérien thermométamorphisé et les formations paléozoïques (grès arkosiques cambriens, grès armoricain et schistes d'Urville avec leur minerai de fer, d'âge ordovicien) sont impliqués dans une structure tectonique complexe correspondant au décrochement du flanc nord de ce synclinorium. « Le socle armoricain est recouvert localement par une formation détritique fluviatile du Trias supérieur, constituée de galets, sables et argiles panachées. Les premiers dépôts marins transgressifs jurassiques (banc de calcaire bioclastique à bélemnites, d'âge pliensbachien) reposent sur les formations meubles du Trias ».

### Hydrographie
La commune est située dans le bassin Seine-Normandie. Elle est drainée par l'Ante, le Trainefeuille, le fossé 01 du Bauquet et le fossé 01 de la fontaine de Crécy,,.
L'Ante, d'une longueur de 20 km, prend sa source dans la commune d'[Où ?] et se jette  dans la Dives à[Où ?], après avoir traversé neuf communes. 

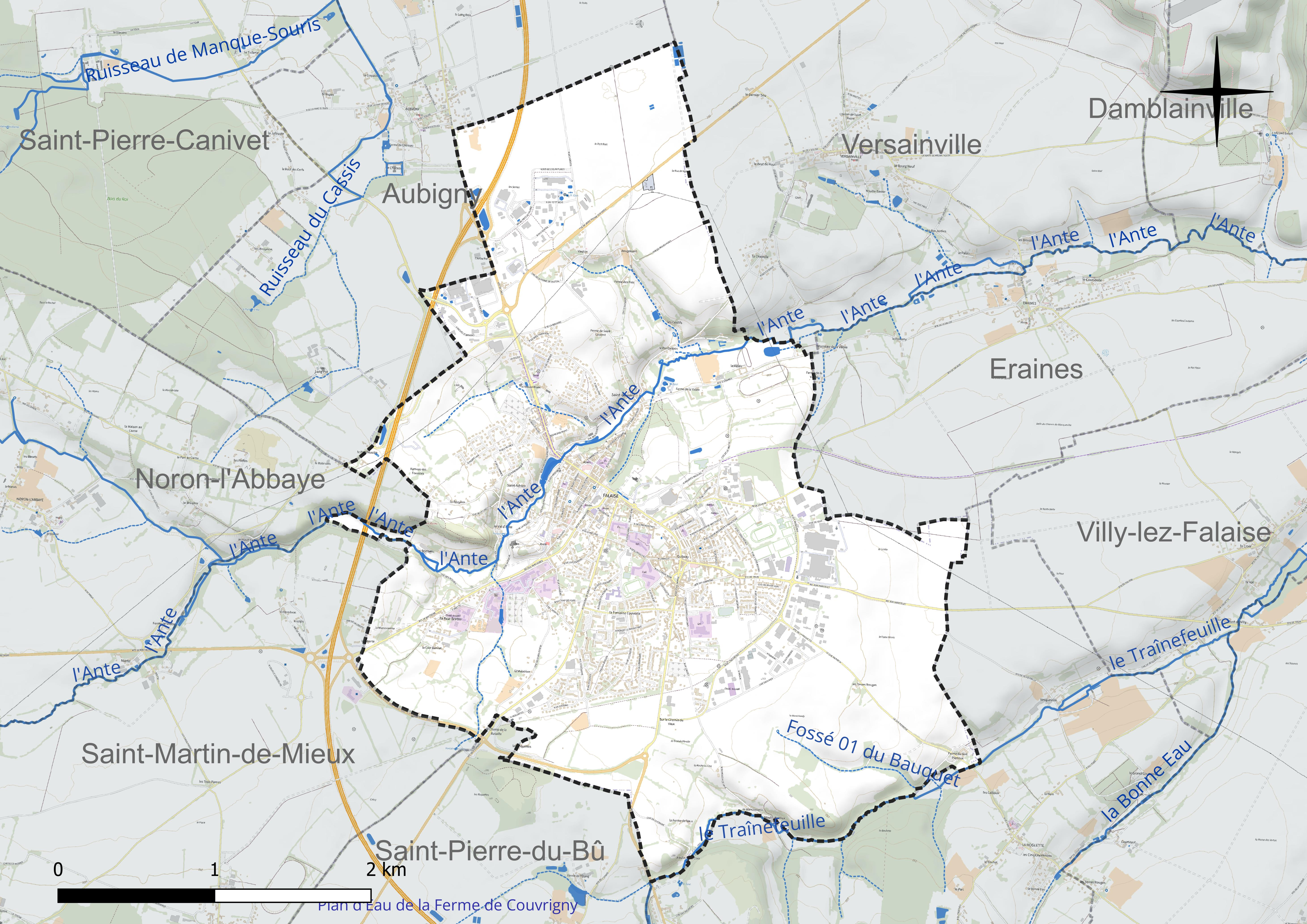
Réseau hydrographique de Falaise.

Le Trainefeuille, d'une longueur de 14 km, prend sa source dans la commune d'[Où ?] et se jette  dans la Dives à[Où ?], après avoir traversé sept communes. 

### Climat
Pour des articles plus généraux, voir climat de la Normandie et climat du Calvados.
En 2010, le climat de la commune est de type océanique altéré, selon une étude du CNRS s'appuyant sur une série de données couvrant la période 1971-2000. En 2020, Météo-France publie une typologie des climats de la France métropolitaine dans laquelle la commune est exposée à un climat océanique et est dans la région climatique Normandie (Cotentin, Orne), caractérisée par une pluviométrie relativement élevée (850 mm/a) et un été frais (15,5 °C) et venté. Parallèlement le GIEC normand, un groupe régional d’experts sur le climat, différencie quant à lui, dans une étude de 2020, trois grands types de climats pour la région Normandie, nuancés à une échelle plus fine par les facteurs géographiques locaux. La commune est, selon ce zonage, exposée à un « climat des plateaux abrités », correspondant à la plaine agricole de Caen à Falaise, sous le vent des collines de Normandie et proche de la mer, se caractérisant par une pluviométrie et des contraintes thermiques modérées.
Pour la période 1971-2000, la température annuelle moyenne est de 10,4 °C, avec une amplitude thermique annuelle de 13,4 °C. Le cumul annuel moyen de précipitations est de 771 mm, avec 12 jours de précipitations en janvier et 7,8 jours en juillet. Pour la période 1991-2020, la température moyenne annuelle observée sur la station météorologique la plus proche, située sur la commune de Damblainville à 6 km à vol d'oiseau, est de 11,6 °C et le cumul annuel moyen de précipitations est de 716,8 mm,. Pour l'avenir, les paramètres climatiques de la commune estimés pour 2050 selon différents scénarios d’émission de gaz à effet de serre sont consultables sur un site dédié publié par Météo-France en novembre 2022.

## Urbanisme

### Typologie
Au 1er janvier 2024, Falaise est catégorisée petite ville, selon la nouvelle grille communale de densité à 7 niveaux définie par l'Insee en 2022. Elle appartient à l'unité urbaine de Falaise, une unité urbaine monocommunale constituant une ville isolée,. Par ailleurs la commune fait partie de l'aire d'attraction de Caen, dont elle est une commune de la couronne,. Cette aire, qui regroupe 296 communes, est catégorisée dans les aires de 200 000 à moins de 700 000 habitants,.

### Occupation des sols
L'occupation des sols de la commune, telle qu'elle ressort de la base de données européenne d’occupation biophysique des sols Corine Land Cover (CLC), est marquée par l'importance des territoires agricoles (59,9 % en 2018), en diminution par rapport à 1990 (66,6 %). La répartition détaillée en 2018 est la suivante : prairies (35,3 %), zones urbanisées (29,2 %), terres arables (24,6 %), zones industrielles ou commerciales et réseaux de communication (8,9 %), forêts (2,1 %). L'évolution de l’occupation des sols de la commune et de ses infrastructures peut être observée sur les différentes représentations cartographiques du territoire : la carte de Cassini (XVIIIe siècle), la carte d'état-major (1820-1866) et les cartes ou photos aériennes de l'IGN pour la période actuelle (1950 à aujourd'hui).

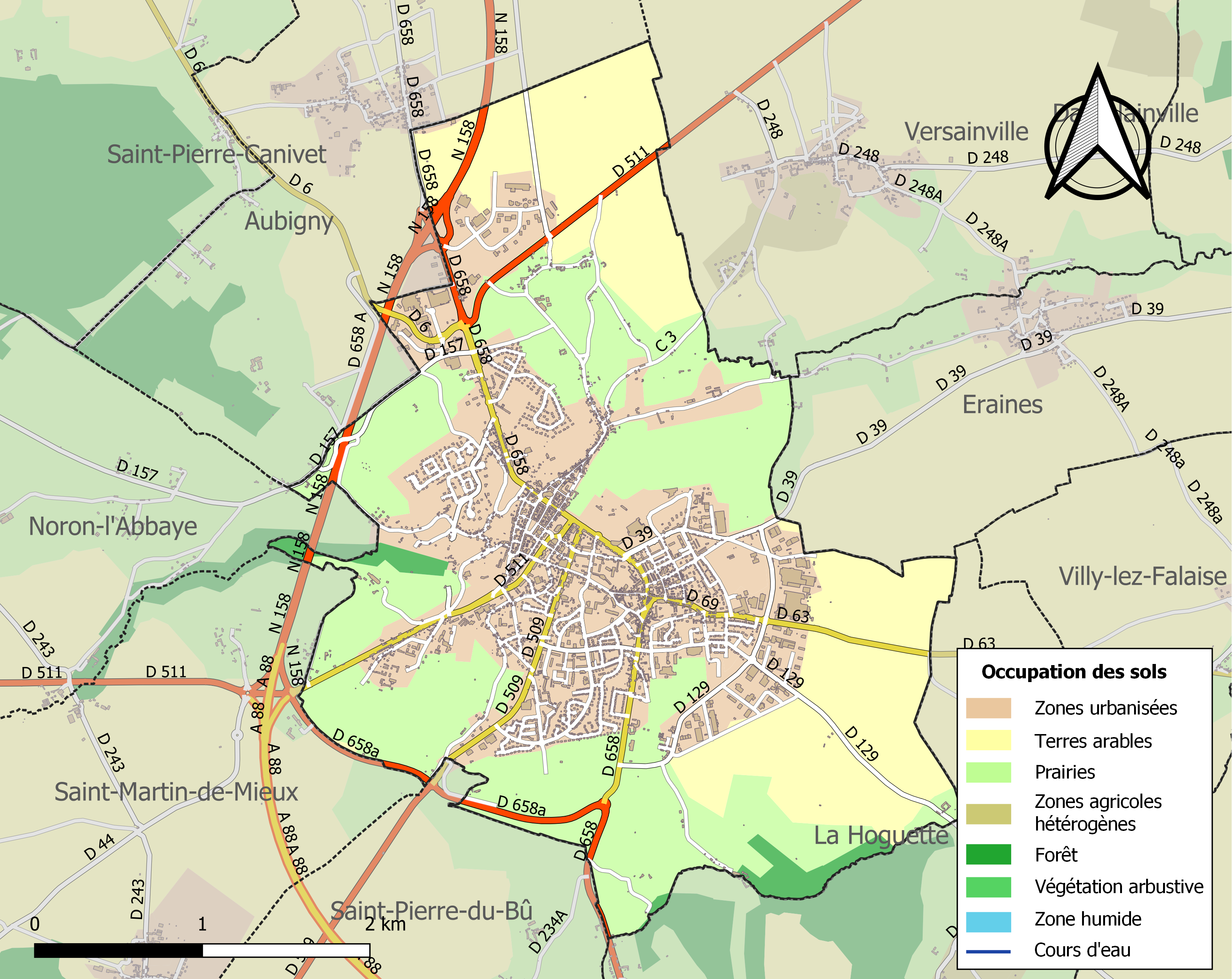
Carte des infrastructures et de l'occupation des sols de la commune en 2018 (CLC).

### Voies de communication et transports
Falaise est desservie par la N 158 et l'A88 reliant Caen à Alençon où elle rejoint l'A28.
Falaise est desservie par les lignes 118 et 118 express (Falaise <> Caen) et des lignes scolaires des bus verts du Calvados.
Falaise avait une gare ferroviaire terminale, aujourd'hui disparue. Une voie rejoignait Mézidon-Canon et l'autre Condé-sur-Noireau. La première a été transformée en voie verte de 7 km jusqu'à Morteaux-Coulibœuf où elle rejoint la ligne Argentan - Mézidon.

## Toponymie
Le lieu est attesté sous la forme latinisée Falesia en 1066 (VTF 501),.
Il s'agit bien du nom de « la falaise », qui désigne l'éperon rocheux qui domine la cité,. La langue française a emprunté ce terme sous sa forme normande faleise, cité par Wace dans le Roman de Brut vers 1155. Le terme est bien attesté, en outre, en picard sous la forme faloise [cf. la Faloise (Falesia 1177)] et falise [cf. le Falise (le Falise 1286) et Pinchefalise].
La distribution du mot falesia est limitée à la Normandie, à la Picardie, à la Champagne-Ardenne et à la Belgique, soit l'extrême nord du domaine d'oïl. Il s'agit d'un emprunt au germanique *falisa « rocher », reconstitué d'après le vieux haut allemand felisa > allemand Fels « rocher », apparenté au vieil islandais fjall, fell « montagne ». Dans le cas présent, le déplacement de l'accent tonique est lié à l'attraction des mots terminés par le suffixe -ésa. Le terme est par ailleurs attesté en latin médiéval du nord sous la forme falisia au Xe siècle.
Le gentilé est Falaisien.

## Histoire

### Préhistoire et Antiquité
Le site a semble-t-il été occupé dès le Mésolithique, alors que c'est à partir du Néolithique que la population se fixe sur le plateau rocheux. Les Celtes, durant l'âge du fer, fortifièrent la place, tout en étendant leurs cultures. La continuité de l'occupation du site est attestée durant la période gallo-romaine, comme l'indique la découverte dans l'enceinte du château de quelques tessons de céramiques des Ier et IIe siècles apr. J.-C. et d'un mur.
Des fouilles entreprises en 1834 par F. Galleron, ont mis en évidence une villa antique (villa de Vaston). Cet établissement avait été découvert fortuitement lors de la construction de la route reliant Saint-Pierre-sur-Dives à Falaise. Il comportait un grand bâtiment cloisonné, considéré comme la partie résidentielle d’une villa gallo-romaine, attestant ainsi d'une occupation antique du site de Falaise.

### Moyen Âge
Le site de Guibray, hors de la ville médiévale, est occupé dès l'époque mérovingienne par un sanctuaire, où prendra place ensuite l'église Notre-Dame de Guibray. Celui de la ville est habité dès le IXe siècle.
Le secteur, avec la paroisse de la Sainte-Trinité créée en 840, est occupé à la fin du IXe siècle, ce qui laisse supposer l'implantation logique d'une place forte à cette époque sur l'éperon rocheux qui offre une place stratégique facilement fortifiable, et ce dans le contexte de déstructuration du pouvoir carolingien en place qui a entraîné la construction de places fortes le long des axes de communication.

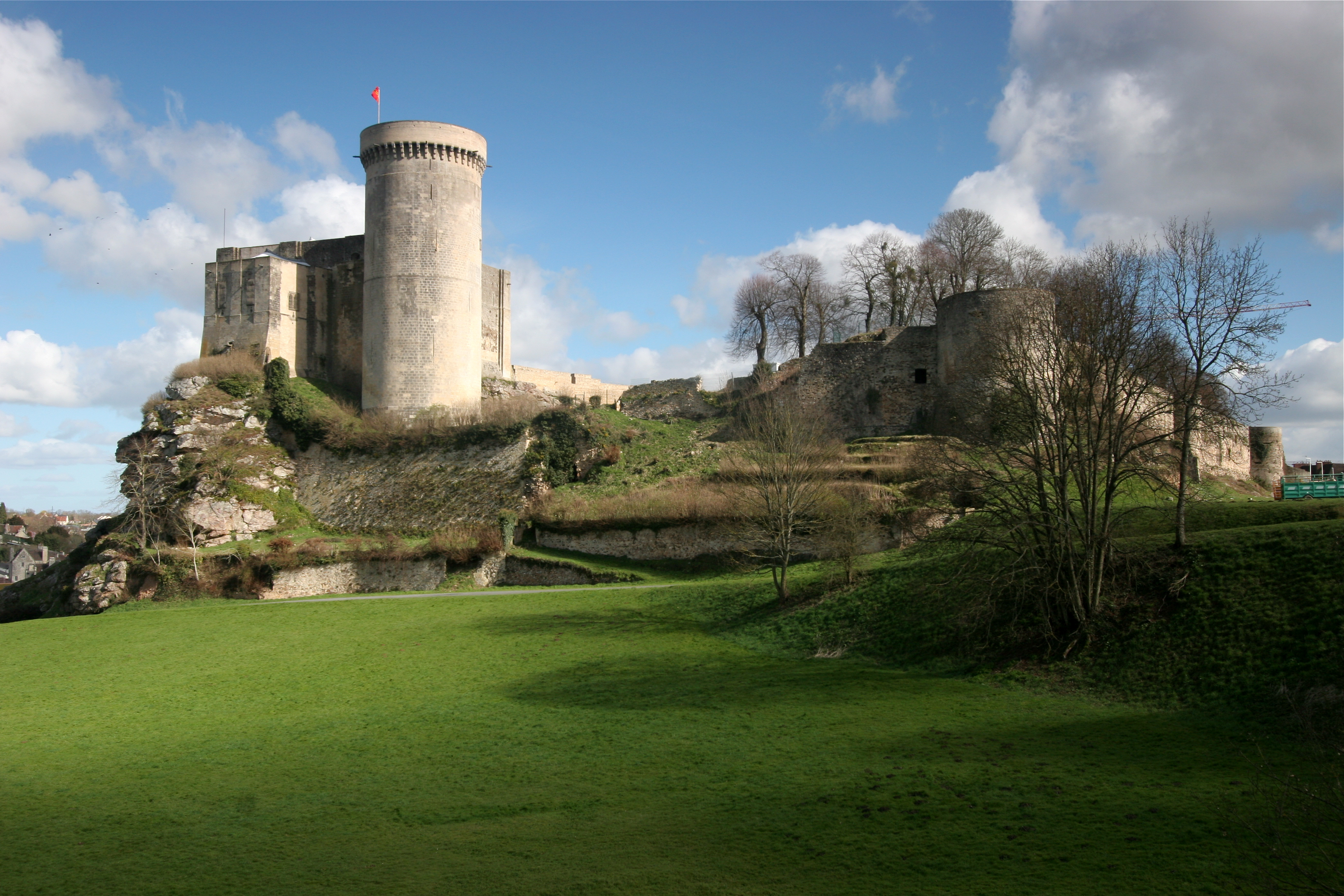
Le château de Falaise.

C'est le château de Falaise, dont les traces les plus anciennes remontent au Xe siècle, qui est à l'origine de la ville dotée du statut de bourg. Dès le début du XIe siècle, Falaise devient probablement la capitale politique, administrative et militaire de la vicomté d'Hiémois. À la fin du Xe ou au début du XIe siècle, la vicomté de Falaise est donné à Ansfroi le Dane II, alors qu'il est rétabli dans la vicomté d'Exmes, dont son père Ansfroi le Dane Ier, avait été dépossédé au profit de Roger Ier de Montgommery.
Avant le règne de Guillaume II de Normandie qui naît dans cette ville vers 1027-1028, elle est la capitale du duché de Normandie. Guillaume est dit le Bâtard car son père le duc Robert le Magnifique n'a pas épousé sa mère Herleva ou Arlette, une frilla à la « more danico » locale. La légende veut que le duc Robert ait aperçu celle-ci depuis son château soit en train de danser, soit en train de laver des peaux d'animaux dans la rivière (ou les deux) dans ce qui deviendra un monument falaisien, « la Fontaine d'Arlette »[réf. nécessaire].
En 1104, Henri Ier Beauclerc, qui s’est emparé, en 1100, du royaume d'Angleterre, met le siège devant la place qu'il ne peut investir[réf. nécessaire]. Au printemps 1105, celui-ci, envahi le duché de Normandie possession de son frère aîné, Robert Courteheuse. Après la prise tragique de Bayeux, le 5 mai 1105, la ville abandonnée par le comte du Maine, Hélie, tombe entre les mains du roi d'Angleterre,. Le baron de Creully, Robert fitzHaimon, qui est du nombre des assaillants y perd la raison à la suite d'une flèche reçue à la tête.
En 1123, Henri Ier Beauclerc enferme la ville blottie au pied de la forteresse dans une étroite enceinte en forme d'ellipse (200 à 950 mètres). Le rempart d'une longueur de deux kilomètres, épaulé d'une cinquantaine de tours circulaires, est percé de six portes,. Henri Ier entreprend la construction d'un hôpital et achève, en 1134, l'église Saint-Gervais.
Le traité de Falaise y est signé en 1174 sous le règne d'Henri II Plantagenêt.
Durant la reconquête de la Normandie (1199-1204) par Philippe Auguste, Falaise se rend sans combattre en 1204. La forteresse est commandée par le mercenaire Lupicaire qui change de camp et se joint aux troupes du roi de France.
Après le rattachement de la Normandie au domaine royal français, et jusqu'au début du XIVe siècle, Falaise est le siège des sessions judiciaires de l'Échiquier. La ville partage cette fonction avec Caen et Rouen à partir des années 1220.
Lors de la guerre de Cent Ans, après le siège et la prise de Caen en août 1417 par le roi d'Angleterre Henri V, la ville qui a pour gouverneur Olivier de Mauny résistera plusieurs mois avant d'être prise, en 1418, par les Anglais. Au début de l'été 1450, l'armée royale de Charles VII reprend la place aux mains des Anglais défendue par John Talbot au bout de quinze jours de siège. Au XVe siècle, la ville a pour capitaine Michel Paisnel († 1469) qui fut également chambellan et conseiller du roi, ainsi que lieutenant du Mont-Saint-Michel sous le duc François de Bretagne.

### Époque moderne
En 1562, dans le cadre des guerres de Religion, les protestants dévastent la ville. Henri IV la reprend au début de 1590.

### Révolution française
En décembre 1788, les fileurs et cardeurs de la commune manifestent contre les machines qui suppriment leur travail, et au cours de la manifestation, s’en prennent aux machines qu’ils détruisent.
Lors de la création des communes sous la Révolution, la paroisse de Guibray se joint à la commune de Falaise. Les habitants de Falaise élisent des maires montagnards, qui refusent de se joindre à l’insurrection fédéraliste.

### XXesiècle
Ville française décorée de la Légion d'honneur, Falaise fut le siège d'une sous-préfecture jusqu'en 1926. Elle accueillait un bataillon puis une compagnie du 5e régiment d'Infanterie. Cette unité — qui recrutait beaucoup d'hommes de la région de Falaise[réf. nécessaire] — prit part à la très dure bataille du Chemin des Dames[réf. souhaitée] en 1917 dans l'Aisne.
La bataille de la poche de Falaise se déroule en août 1944. Les Alliés endurent un désastre le 15 août, avec de nombreuses pertes (morts et prisonniers) près de Falaise. La ville, déjà fortement touchée le 7 juin par les bombardements stratégiques alliés de l'opération Overlord, subit de nouvelles destructions.

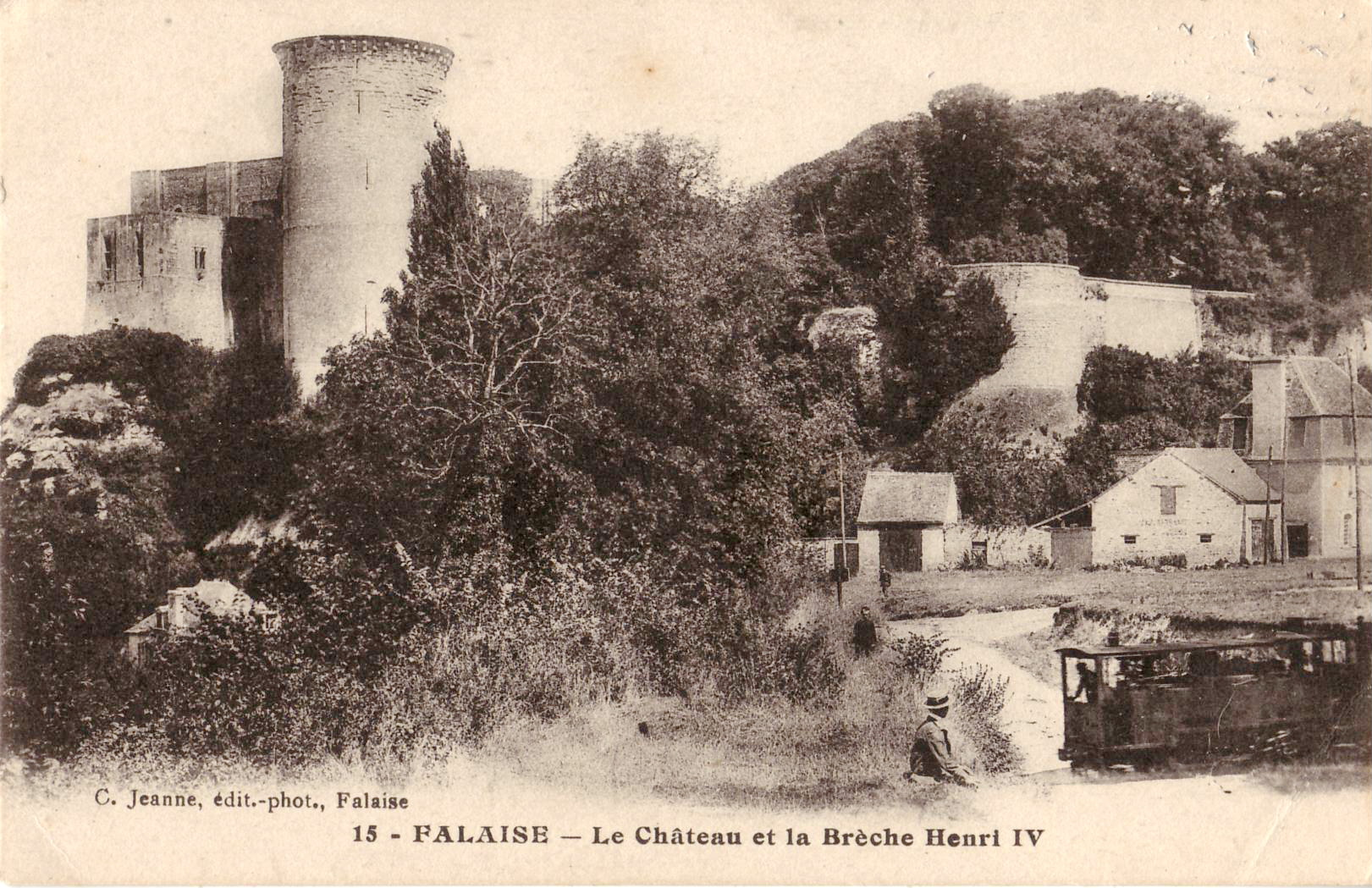
Une ligne de chemin de fer secondaire exploitée par les chemins de fer du Calvados reliait la ville à Caen de 1902 à 1932. On voit ici une locomotive au pied du château.
Drapeau normand à croix nordique, surnommé croix de saint Olaf, adopté par la ville natale de Guillaume le Conquérant et rappelant ses origines scandinaves.

## Politique et administration

### Rattachements administratifs et électoraux

#### Circonscriptions de rattachement
Falaise appartient à l'arrondissement de Caen depuis 1926, date de la dissolution de l'arrondissement de Falaise, et au canton de Falaise depuis le redécoupage cantonal de 2014 et en est le bureau centralisateur.
Avant cette date, la commune était divisée en deux cantons :
- le canton de Falaise-Nord formé d'une partie de Falaise et des communes d'Aubigny, Bonnœil, Bons-Tassilly, Cordey, Le Détroit, Fourneaux-le-Val, Les Isles-Bardel, Leffard, Les Loges-Saulces, Martigny-sur-l'Ante, Le Mesnil-Villement, Noron-l'Abbaye, Pierrefitte-en-Cinglais, Pierrepont, Pont-d'Ouilly, Potigny, Rapilly, Saint-Germain-Langot, Saint-Martin-de-Mieux, Saint-Pierre-Canivet, Saint-Pierre-du-Bû, Soulangy, Soumont-Saint-Quentin, Tréprel, Ussy et Villers-Canivet (10 776 habitants) ;
- le canton de Falaise-Sud formé d'une partie de Falaise et des communes de Damblainville, Eraines, Fresné-la-Mère, La Hoguette, Pertheville-Ners, Versainville et Villy-lez-Falaise (10 009 habitants).

Pour l'élection des députés, la commune fait partie de la troisième circonscription du Calvados, représentée depuis juin 2022 par Jérémie Patrier-Leitus (HOR). Auparavant, elle a successivement appartenu à la circonscription de Falaise (XIXe siècle), la seconde circonscription du Calvados (1919-1928, correspondant au sud du département), la deuxième circonscription de Caen (1928-1932), puis à nouveau la circonscription de Falaise, et enfin la deuxième circonscription (1958-1986).

#### Intercommunalité
Depuis le 22 décembre 2000, date de sa création, la commune appartient à la communauté de communes du Pays de Falaise et en est siège. Cette intercommunalité a succédé au district du pays de Falaise, fondé le 30 décembre 1993, qui est lui-même issu de la transformation du syndicat mixte en district. Ce syndicat intercommunal à vocation multiple (SIVOM) avait été créé en 1978.
Falaise fait aussi partie du Pays Sud Calvados au sens de la loi Voynet.
| Élections                  | Élections                     | Circonscription électorale                | Élu de la circonscription       | Élu de la circonscription | Élu de la circonscription | Élu de la circonscription |
| Niveau                     | Type                          | Circonscription électorale                | Titre                           | Nom                       | Début de mandat           | Fin de mandat             |
| -------------------------- | ----------------------------- | ----------------------------------------- | ------------------------------- | ------------------------- | ------------------------- | ------------------------- |
| Commune / Intercommunalité | Municipales et communautaires | Falaise                                   | Maire                           | Hervé Maunoury            | 2020                      | 2026                      |
| Commune / Intercommunalité | Municipales et communautaires | Communauté de communes du Pays de Falaise | Président de l'intercommunalité | Jean-Philippe Mesnil      | 2020                      | 2026                      |
| Département                | Départementales               | Canton de Falaise                         | Conseillère départementale      | Clara Dewaële             | 2021                      | 2028                      |
| Département                | Départementales               | Canton de Falaise                         | Conseiller départemental        | Jean-Yves Heurtin         | 2021                      | 2028                      |
| Région                     | Régionales                    | Région Normandie                          | Président du conseil régional   | Hervé Morin               | 2021                      | 2028                      |
| Pays                       | Législatives                  | Troisième circonscription                 | Député                          | Jérémie Patrier-Leitus    | 2022                      | 2027                      |

#### Institutions judiciaires
Sur le plan des institutions judiciaires, la commune relève du tribunal judiciaire (qui a remplacé le tribunal d'instance et le tribunal de grande instance le 1er janvier 2020), du tribunal pour enfants, du conseil de prud’hommes, du tribunal de commerce, de la cour d’appel et du tribunal administratif de Caen et de la cour administrative d'appel de Nantes.

### Administration municipale
Le nombre d'habitants au dernier recensement étant compris entre 5 000 et 9 999, le nombre de membres du conseil municipal est de 29.

### Tendances politiques et résultats

#### Élections municipales
Le 23 mars 2014, le maire sortant divers droite Éric Macé a été réélu, avec 57,7 % des suffrages. Un score en baisse par rapport à 2008 où il avait récolté 62,99 % des voix.
Son adversaire, Hervé Maunoury, candidat à la tête de la liste citoyenne J'aime Falaise fait le meilleur score que la gauche falaisienne ait connu, avec 42,30 % en 2014 contre 37,01 % en 2008. Éric Macé et sa liste Agir pour Falaise récupère donc vingt-trois sièges au conseil municipal, l'opposition six.

#### Élections cantonales et départementales
En 2004, Roger Jardin, candidat sortant, perd son siège face au socialiste Denis Delasalle. À la suite de l'élection, le député-maire Claude Leteurtre (ami de Roger Jardin) dénonce la diffusion d'un tract diffamatoire envers Roger Jardin, la veille au soir de l'élection qui, selon lui, favorisa élection de Denis Delasalle. Le député porte l'affaire devant le conseil constitutionnel qui annule l'élection.
Lors d'une nouvelle élection, en avril 2005, Claude Leteurtre se porte candidat toujours face au socialiste Denis Delasalle. Ce dernier perd son siège dès le premier tour au profit du député-maire (51,9 contre 43,6 % pour son adversaire). Face à la loi de cumul des mandats, Claude Leteurtre choisit de laisser sa place de maire de Falaise à Éric Macé qui gardera son poste à la suite de sa victoire aux élections municipales de 2008.
À l'automne 2010, c'est le conseiller municipal de Falaise et secrétaire de la section PS du Pays de Falaise, Hervé Maunoury qui remporte la désignation interne face à Denis Delasalle. Toujours élu au 1er tour, le député-conseiller général Claude Leteutre est mis en ballotage par Hervé Maunoury. Le 27 mars 2011, avec 202 voix d’avance (53 % des suffrages), Claude Leteurtre est réélu pour la troisième fois, sur le canton de Falaise-Sud.
En mars 2015, après la création des nouveaux cantons, Claude Leteurtre, associé à Clara Dewaele Canouel, est à nouveau réélu face aux couples Hervé Maunoury - Anne Pollet pour le PS et Christian Durant - Christelle Lechevalier pour le FN.

### Liste des maires
| Période       | Période                        | Identité         | Étiquette   | Qualité |
| ------------- | ------------------------------ | ---------------- | ----------- | --- |
| octobre 1947  | mars 1959                      | Maurice Nicolas  | PRRRS       | |
| mars 1959     | octobre 1967 (démission)       | Edward Holman    | UNR         | Avoué Conseiller général de Falaise-Sud (1959 → 1967) |
| novembre 1967 | mars 1989                      | Paul German      | DVD-MN      | Médecin généraliste Conseiller général de Falaise-Sud (1967 → 1992) Conseiller régional de Basse-Normandie (1974 → 1992) Président du conseil régional (1978 → 1982)                   |
| mars 1989     | avril 2005 (démission)         | Claude Leteurtre | UDF         | Chirurgien orthopédiste Député du Calvados (3e circ.) (2002 → 2012) Conseiller général de Falaise-Sud (1992 → 2004 et 2005 → 2015) Président de la CC du Pays de Falaise (1994 → 2005) |
| avril 2005    | juillet 2020                   | Éric Macé        | DVD         | Médecin généraliste 1er vice-président de la CC du Pays de Falaise |
| juillet 2020  | En cours (au 9 septembre 2023) | Hervé Maunoury   | DVG (ex-PS) | Chef d'entreprise |

Le conseil municipal est composé de vingt-neuf membres dont le maire et six adjoints.

### Jumelages
| Ville | Ville                     | Pays | Pays        | Période     |
| ----- | ------------------------- | ---- | ----------- | ----------- |
|       | Alma                      |      | Canada      | depuis 1969 |
|       | Bad Neustadt an der Saale |      | Allemagne   | depuis 1969 |
|       | Cassino                   |      | Italie      | depuis 1975 |
|       | Henley-on-Thames          |      | Royaume-Uni | depuis 1974 |

## Population et société

### Démographie

#### Évolution démographique
L'évolution du nombre d'habitants est connue à travers les recensements de la population effectués dans la commune depuis 1793. Pour les communes de moins de 10 000 habitants, une enquête de recensement portant sur toute la population est réalisée tous les cinq ans, les populations de référence des années intermédiaires étant quant à elles estimées par interpolation ou extrapolation. Pour la commune, le premier recensement exhaustif entrant dans le cadre du nouveau dispositif a été réalisé en 2005.
En 2022, la commune comptait 7 744 habitants, en évolution de −5,72 % par rapport à 2016 (Calvados : +1,58 %, France hors Mayotte : +2,11 %).
| 1793   | 1800   | 1806   | 1821  | 1831  | 1836  | 1841  | 1846  | 1851  |
| ------ | ------ | ------ | ----- | ----- | ----- | ----- | ----- | ----- |
| 14 069 | 14 000 | 12 891 | 9 912 | 9 581 | 9 498 | 8 109 | 9 008 | 8 920 |

| 1856  | 1861  | 1866  | 1872  | 1876  | 1881  | 1886  | 1891  | 1896  |
| ----- | ----- | ----- | ----- | ----- | ----- | ----- | ----- | ----- |
| 8 494 | 8 561 | 8 183 | 8 043 | 8 428 | 8 486 | 8 518 | 8 313 | 8 163 |

| 1901  | 1906  | 1911  | 1921  | 1926  | 1931  | 1936  | 1946  | 1954  |
| ----- | ----- | ----- | ----- | ----- | ----- | ----- | ----- | ----- |
| 7 658 | 7 014 | 6 847 | 5 589 | 5 667 | 5 616 | 5 643 | 4 594 | 5 715 |

| 1962  | 1968  | 1975  | 1982  | 1990  | 1999  | 2005  | 2006  | 2010  |
| ----- | ----- | ----- | ----- | ----- | ----- | ----- | ----- | ----- |
| 6 325 | 7 180 | 8 368 | 8 597 | 8 119 | 8 434 | 8 438 | 8 475 | 8 279 |

| 2015  | 2020  | 2022  | - | - | - | - | - | - |
| ----- | ----- | ----- | - | - | - | - | - | - |
| 8 245 | 7 849 | 7 744 | - | - | - | - | - | - |

#### Pyramide des âges
En 2018, le taux de personnes d'un âge inférieur à 30 ans s'élève à 33,7 %, soit en dessous de la moyenne départementale (35,2 %). À l'inverse, le taux de personnes d'âge supérieur à 60 ans est de 31,4 % la même année, alors qu'il est de 27,9 % au niveau départemental.
En 2018, la commune comptait 3 725 hommes pour 4 361 femmes, soit un taux de 53,93 % de femmes, légèrement supérieur au taux départemental (51,95 %).
Les pyramides des âges de la commune et du département s'établissent comme suit.
| Hommes | Classe d’âge | Femmes |
| ------ | ------------ | ------ |
| 0,9    | 90 ou +      | 3,4    |
| 8,2    | 75-89 ans    | 12,3   |
| 18,0   | 60-74 ans    | 19,4   |
| 19,0   | 45-59 ans    | 17,9   |
| 16,8   | 30-44 ans    | 16,1   |
| 18,0   | 15-29 ans    | 16,0   |
| 19,0   | 0-14 ans     | 14,9   |

| Hommes | Classe d’âge | Femmes |
| ------ | ------------ | ------ |
| 0,8    | 90 ou +      | 2,1    |
| 7,2    | 75-89 ans    | 10,2   |
| 18,1   | 60-74 ans    | 19,3   |
| 19,4   | 45-59 ans    | 18,9   |
| 17,8   | 30-44 ans    | 16,9   |
| 19     | 15-29 ans    | 17,1   |
| 17,7   | 0-14 ans     | 15,5   |

### Enseignement
Falaise compte sept écoles de la maternelle au cours moyen, deux collèges, un lycée d'enseignement général, un lycée technique et professionnel, et un institut de formation en soins infirmiers. Falaise compte plus de 1 000 enfants scolarisés en écoles maternelles et élémentaires, ainsi que 2 000 collégiens et lycéens.

### Sports
L'Entente sportive football club de Falaise fait évoluer une équipe de football en ligue de Basse-Normandie et deux autres en divisions de district.
L'Entente sportive Falaise Calvados handball évolue régulièrement en Nationale 3 masculine depuis 2011 malgré quelques saisons en divisions régionales.

### Médias
En 1908, on compte trois journaux couvrant l'arrondissement de Falaise : Le Journal de Falaise (fondé en 1830), La Lanterne falaisienne (fondé en 1884) et L’Avenir de Falaise (fondé en 1906), tous trois disparus en 1912 quand nait L’Écho de Falaise.
En 1927, paraît Le Réveil falaisien (aujourd'hui disparu).
L’Écho de Falaise est interdit à la Libération pour avoir paru sous l’Occupation.
À ce jour, deux rédactions sont installées à Falaise : Les Nouvelles de Falaise et Ouest-France.
Le 2 janvier 1947, Marcel Vallé fonde Les Nouvelles de Falaise. Le titre est racheté par le groupe Hersant en 1974 puis par Publihebdos en 2007.
En janvier 2022, l'équipe de la rédaction de Ouest-France Falaise et Les Nouvelles de Falaise se partagent les locaux de la rédaction de Ouest-France, rue Trinité. Des travaux sont en cours de réalisation au sein des rédactions.

## Économie

### Entreprises
- Le groupe diversifié Vikings a son siège à Falaise ainsi que :
  - sa filiale Vikings Casinos ;
  - Tartefrais, autre filiale, et son usine de fabrication de tartes fraîches, numéro un en France (130 emplois).
- Parc éolien des Sablons depuis 2007[69], 5 × 2 MW installés sur le territoire de la C.D.C. (exploité par Ventura SA[70]).
- FRIAL, usine de fabrication de plats cuisinés surgelés à base de poisson.
- Clips, société spécialisée dans la fabrication de cloisons amovibles et démontables, cloisonnettes, portes et rangements pour le tertiaire et l'industrie.
- Depuis le 3 mars 2015, OYSTAR Erca, anciennement Erca-Formseal, Plastmécanique, devient IMA ERCA, rejoignant un groupe industriel d'échelle encore supérieure. L'usine produit des machines de conditionnement agroalimentaire, des thermoformeuses. Inventeuse de la technologie FFS (Form-Fill-Seal) ou 1re machine à former, remplir et operculer en même temps, Erca est leadeur sur son secteur[réf. nécessaire] ; l'entreprise est présente à Falaise depuis les années 1970. Le siège social d'IMA Erca est basé à Courtabœuf, aux Ulis L'entreprise possède également une filiale à Gavà (Erca Ibérica), près de Barcelone, en Espagne, où de petites thermoformeuses sont produites et où d'anciennes thermoformeuses sont retapées ou modernisées (rétrofit).

### Tourisme
- On trouve à Falaise : l'office de tourisme du pays de Falaise[71], le château de Guillaume-le-Conquérant[72] et trois musées : le musée des automates de Falaise[73], anciennement Automates avenue, le musée André-Lemaitre[74] et le Mémorial de Falaise - la guerre des civils[75].
- La fête médiévale de Falaise. Elle a lieu tous les ans, autour du 15 août depuis 2002.
- Le mont Myrrah, site de promenade et d'escalade. Il offre un panorama sur la ville et le château.

#### Label
La commune est une ville fleurie (deux fleurs) au concours des villes et villages fleuris.

## Lieux et monuments

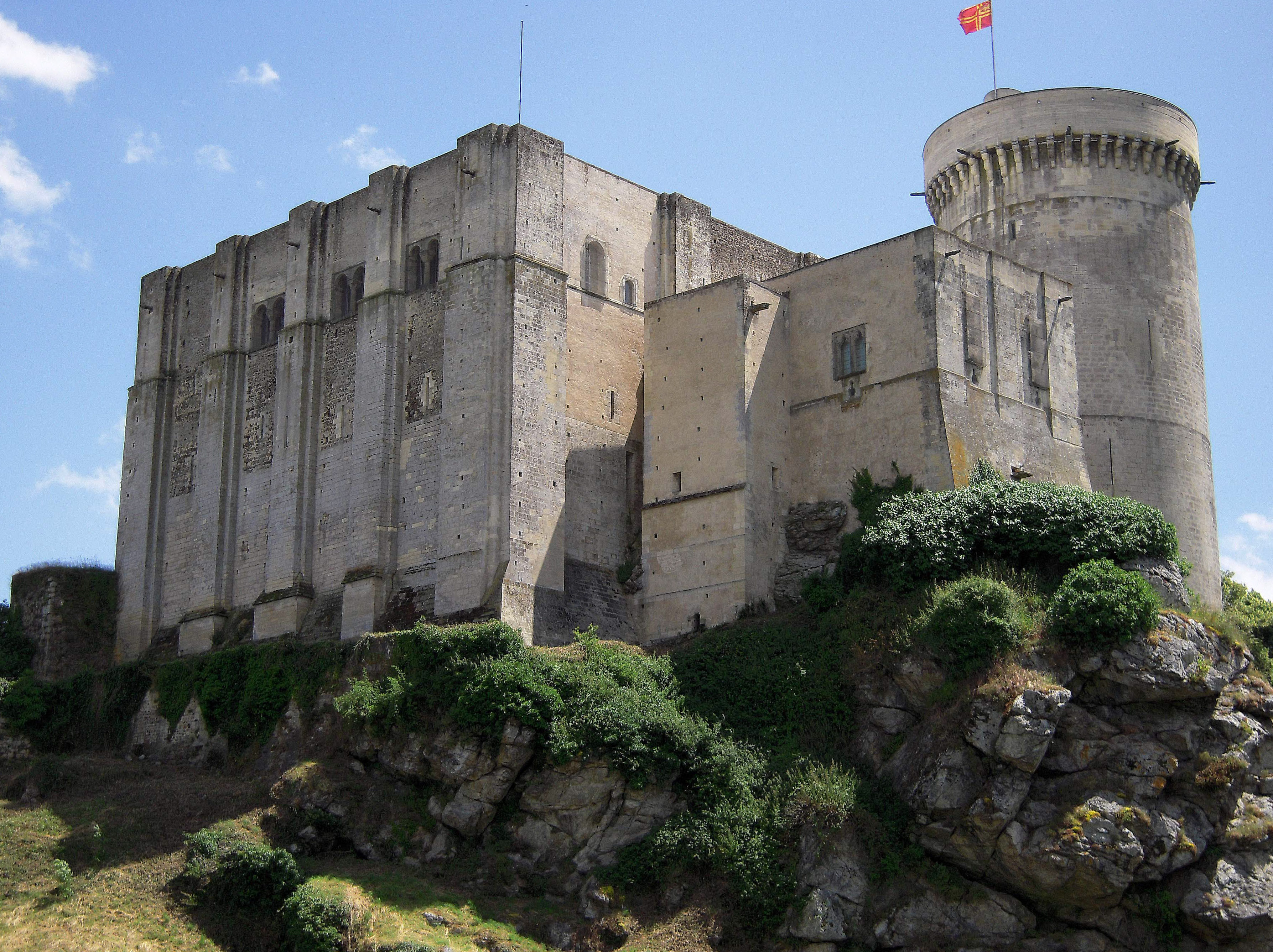
Les donjons du château.

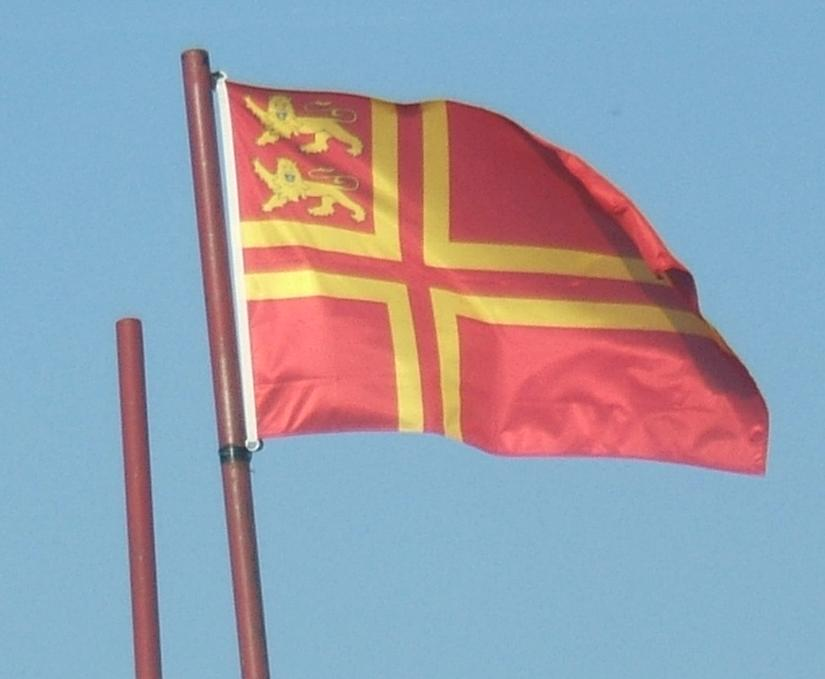
Le drapeau sur le sommet du donjon du château de Falaise.

- Château de Falaise[72] (XIIe – XIIIe siècles)
- Musée des automates[73], anciennement Automate Avenue : une collection de 300 automates animés des années 1920 à 1960 mise en scène dans une reconstitution des vitrines parisiennes, ouvert le 28 mai 1994.
- Musée André-Lemaître[74] : il présente 90 œuvres du peintre, né à Falaise en 1909.
- Mémorial des Civils dans la Guerre[75], ouvert le 8 mai 2016.
- Musée Août 1944 (fermé en 2011).
- Médiathèque du pays de Falaise[77], pôle Falaise, installé à l'Hôtel-Dieu.
- Le cinéma L'Entracte Falaise - Salle Jacques Gamblin[78], situé 8 rue de la Fresnaye. L'association « Entract’animation » est chargée de la gestion et l’animation depuis le 6 mai 1992.
- Place Guillaume-le-Conquérant, sur laquelle se trouve la statue de Guillaume le Conquérant.
- Église Saint-Gervais : plus de 900 ans d'histoire. La construction débute en 1066 en style roman puis gothique flamboyant et Renaissance en 1570.
- Église Saint-Laurent : église romane dont la construction débute au XIe siècle.
- Église Notre-Dame de Guibray (construction débutée au XIe siècle. Orgue de Claude Parisot).
- Église de la Trinité (construction débutée au XIIIe siècle, dépourvue de clocher).
- Chapelle Saint-Lazare.
- Chapelle de l'Hôtel-Dieu de Falaise.
- Abbaye Saint-Jean-Baptiste : les bombardements de 1944 n'en ont laissé qu'une aile de bâtiment en vestige.
- Les fortifications urbaines : une enceinte de 2 km à l'origine, dont les trois quarts sont encore visibles, avec notamment la porte des Cordeliers.
- Château de la Fresnaye (XVIIe siècle).
- Hôtel Saint-Léonard (1787), 12 rue Victor-Hugo.
- Hôtel Les Rives (fin XVIIIe siècle), 54 rue Aristide-Briand.
- La fontaine Magenta, située au 5 rue de l'Amiral-Courbet.
- Le buste de Louis Liard. L'original est inauguré en octobre 1932, par Anatole de Monzie. Le 18 décembre 1941, sous le régime de Vichy, il est démonté et fondu, dans le cadre de la mobilisation des métaux non ferreux. Un buste de remplacement est installé au lycée Guillaume-le-Conquérant.
- Le calvaire avec le Christ, Marie et Jean, érigé en 1872, sur la route départementale 658.

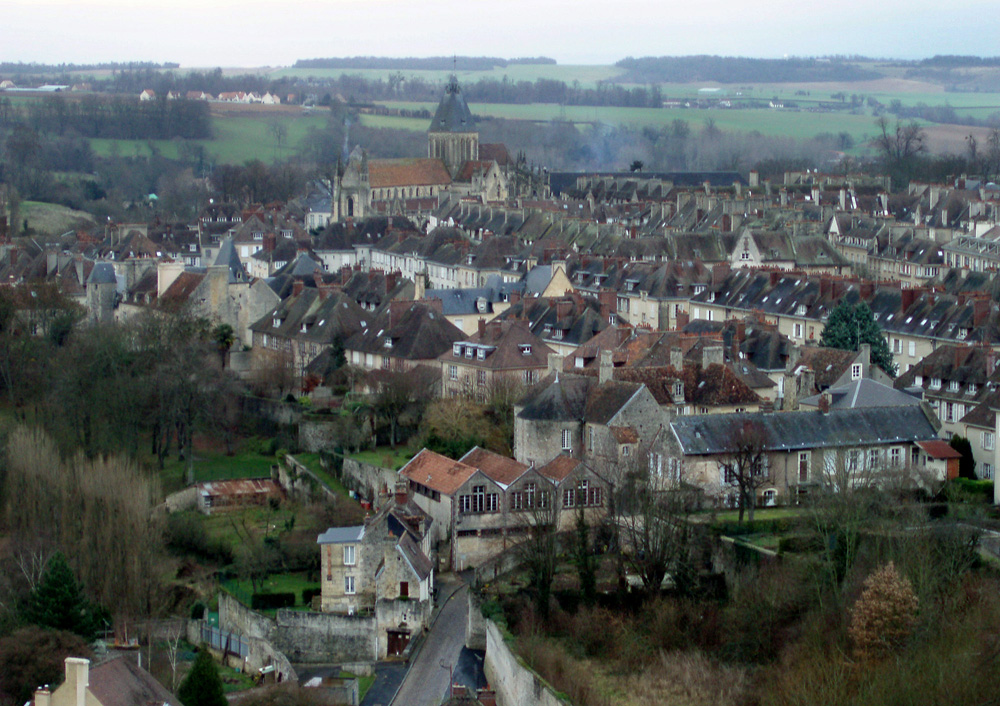
Vue générale avec une partie de l'enceinte fortifiée côté ouest.
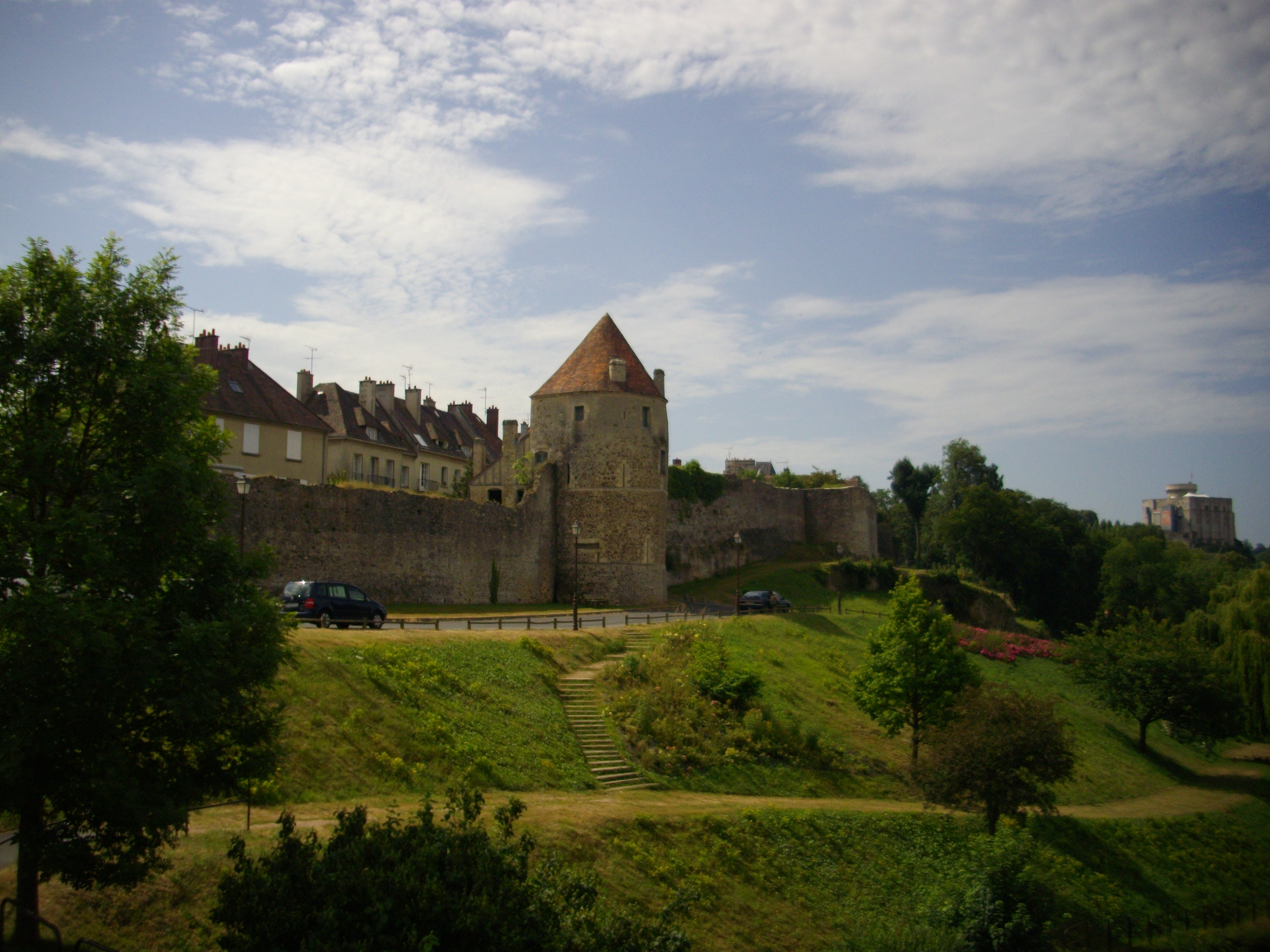
Les fortifications et le château.
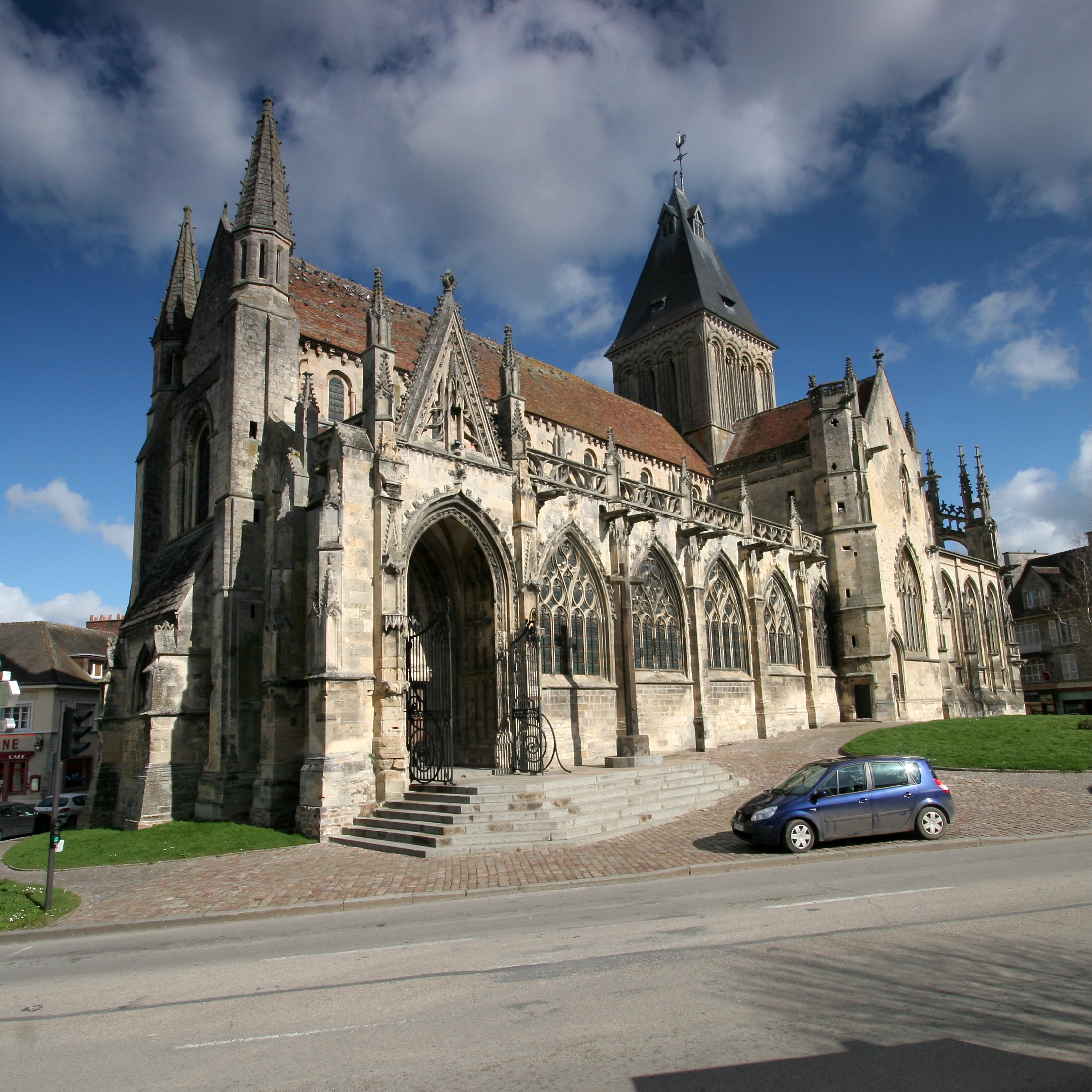
L'église Saint-Gervais, coin sud-ouest.
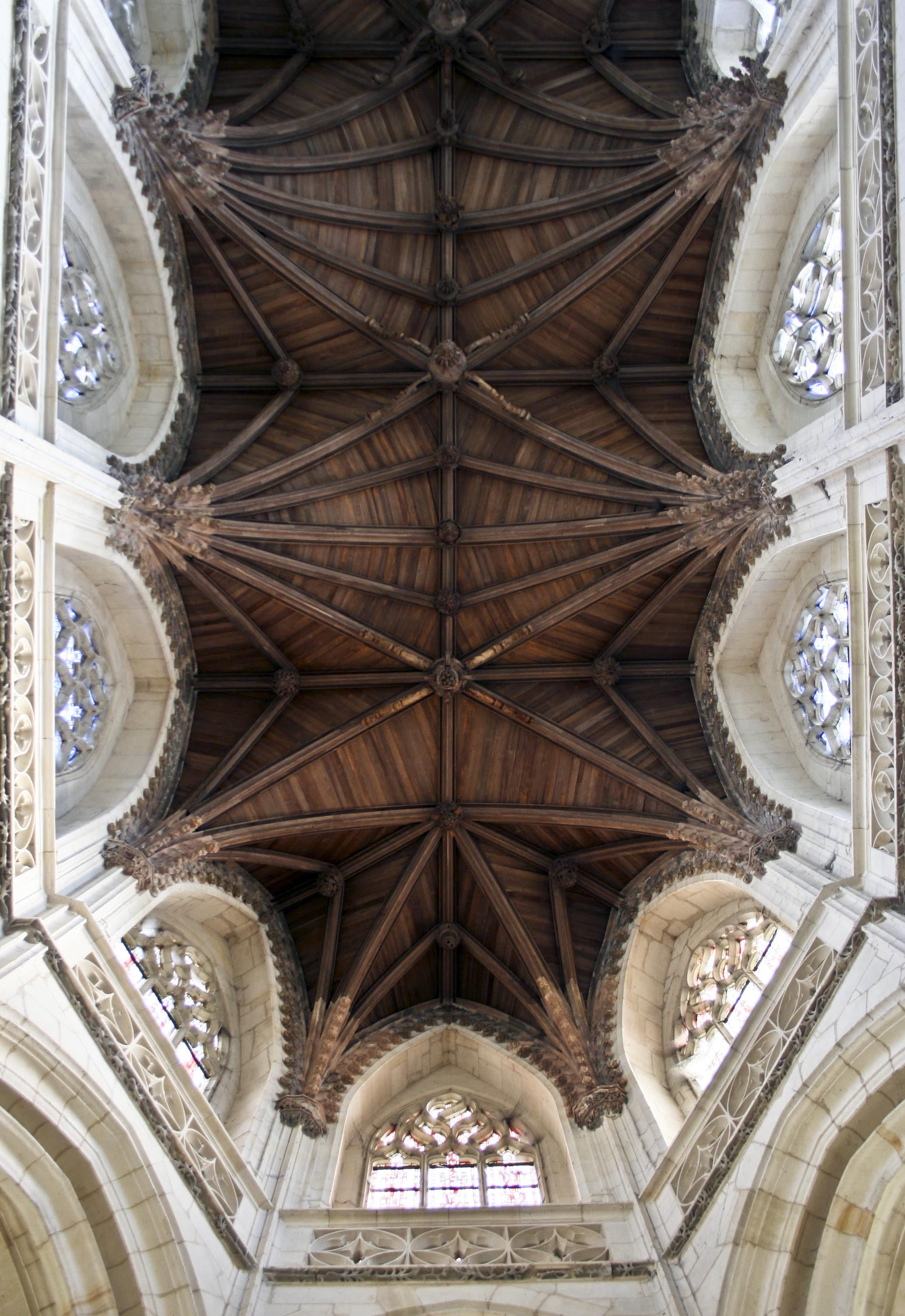
Église Saint-Gervais, voûte en bois.
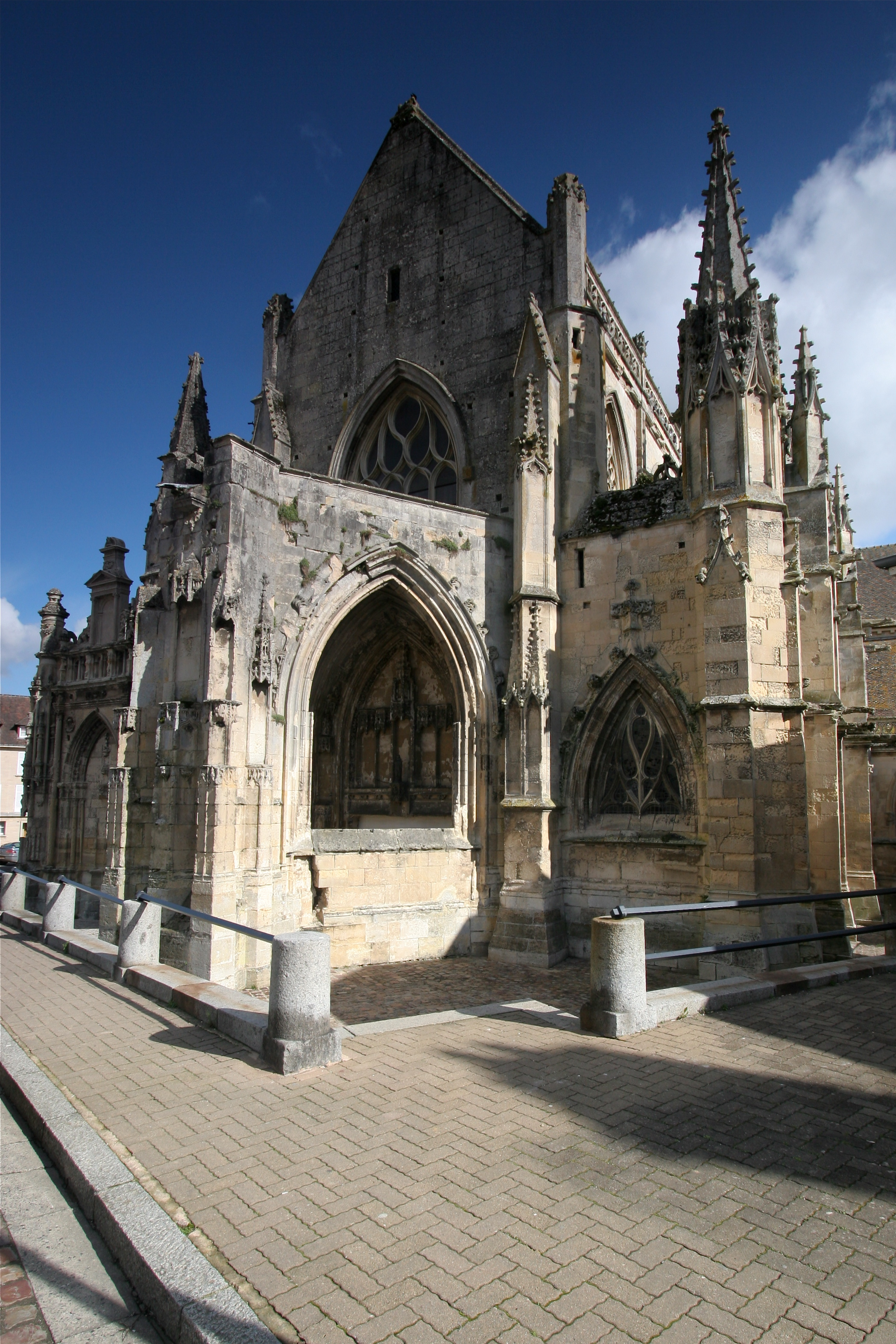
L'église de la Trinité, côté place Guillaume-le-Conquérant.
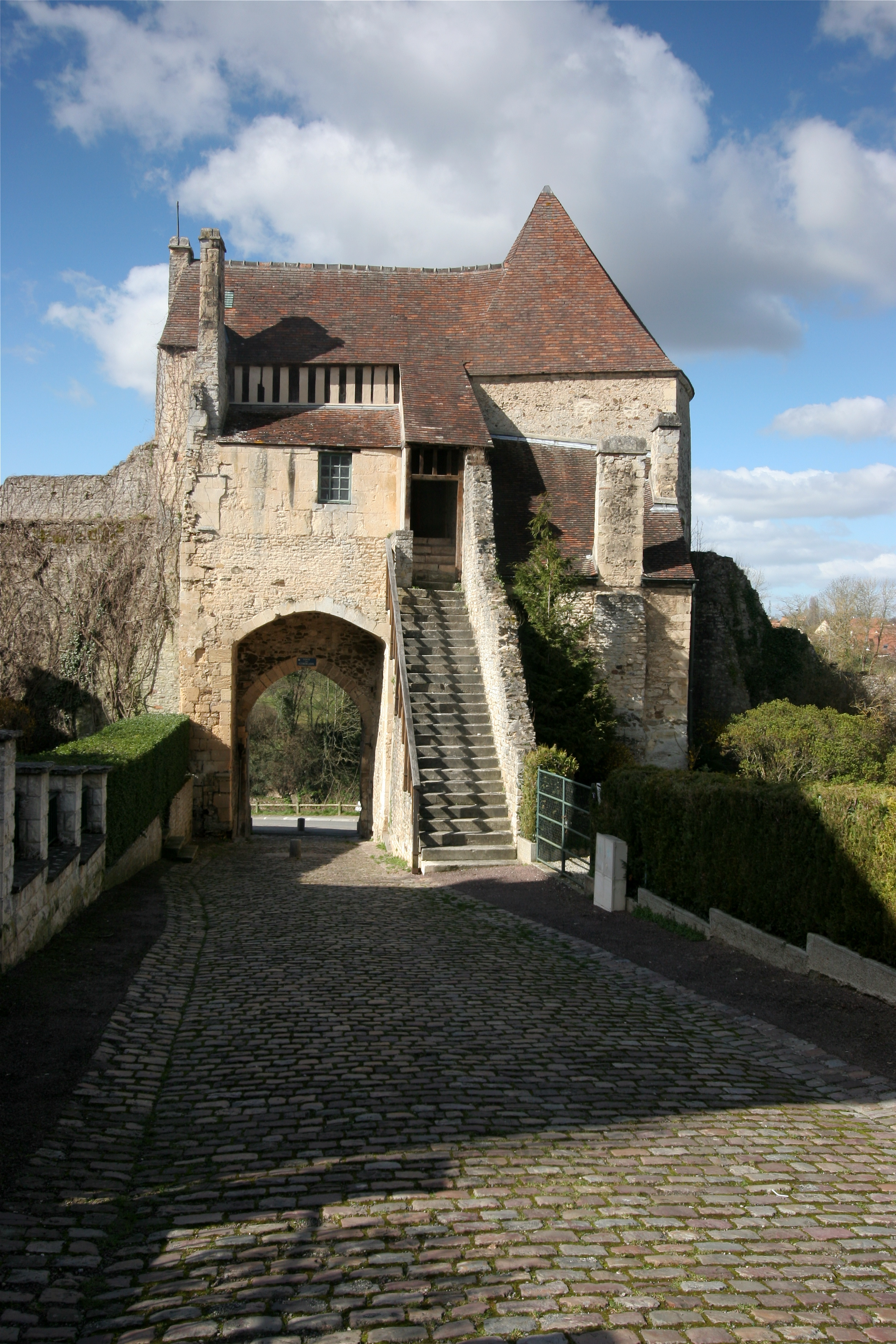
Porte des Cordeliers.
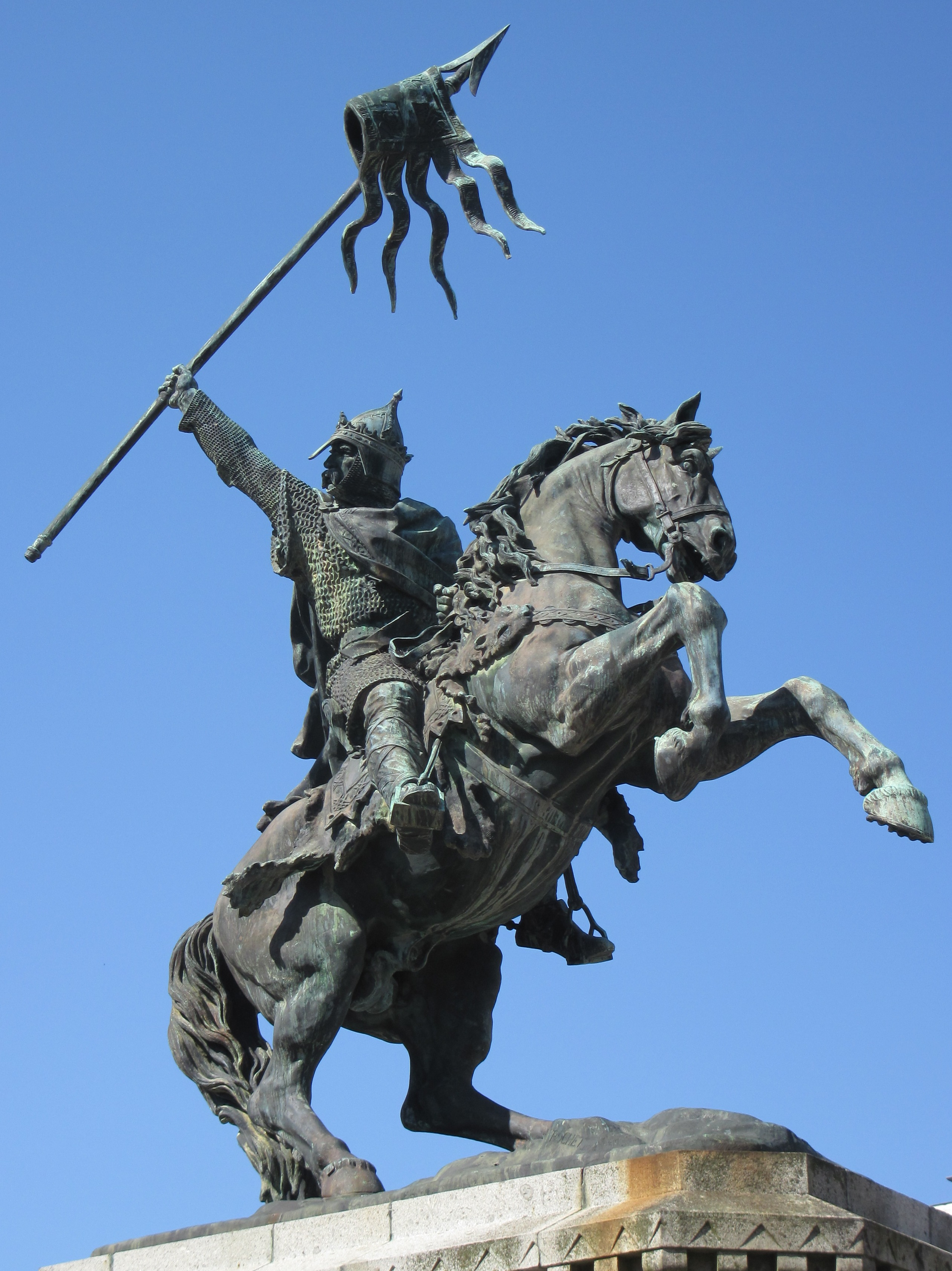
Statue de Guillaume le Conquérant, bronze de Louis Rochet, Falaise, place Guillaume-le-Conquérant (détail).
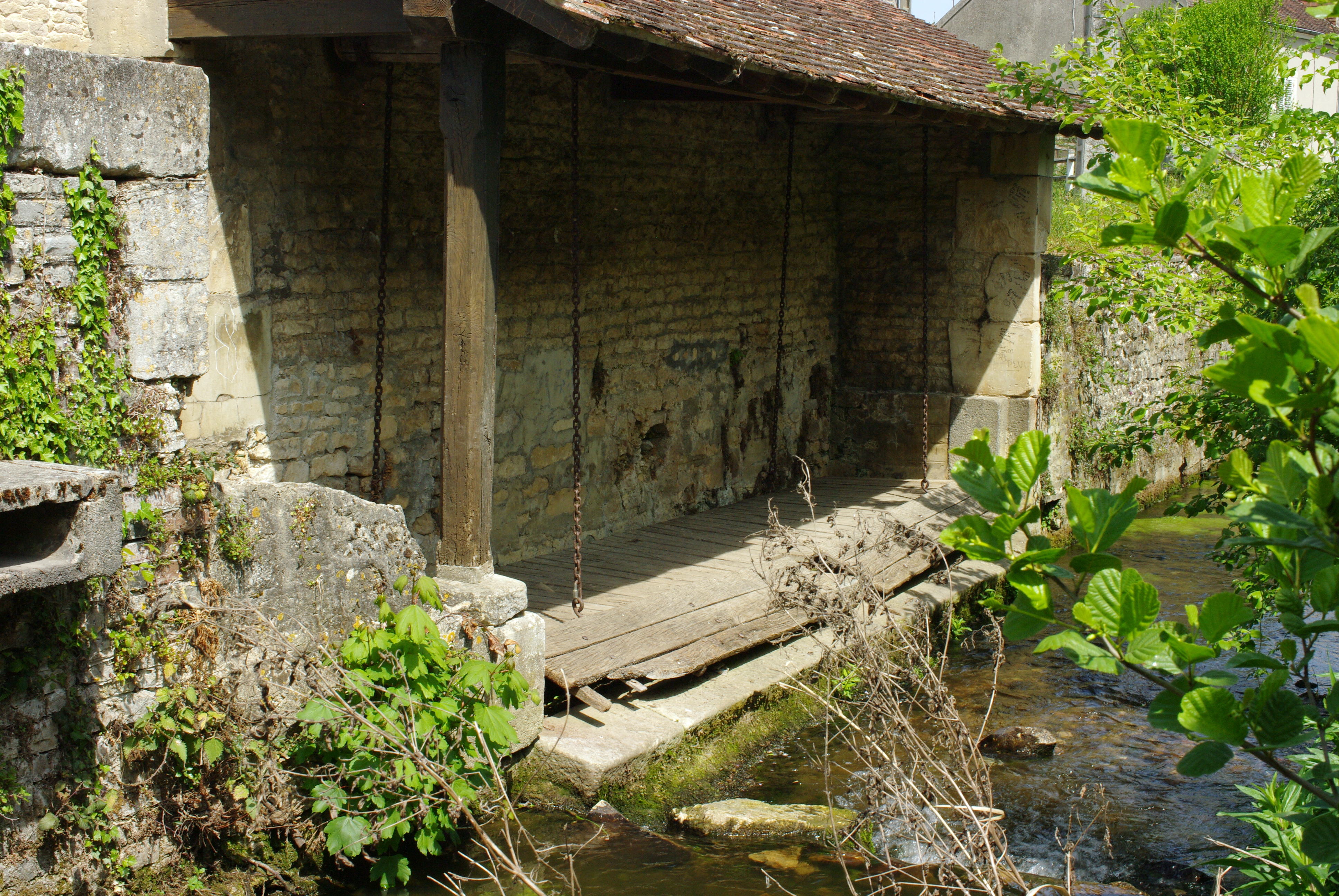
Lavoir sur l'Ante.

## Culture locale et patrimoine

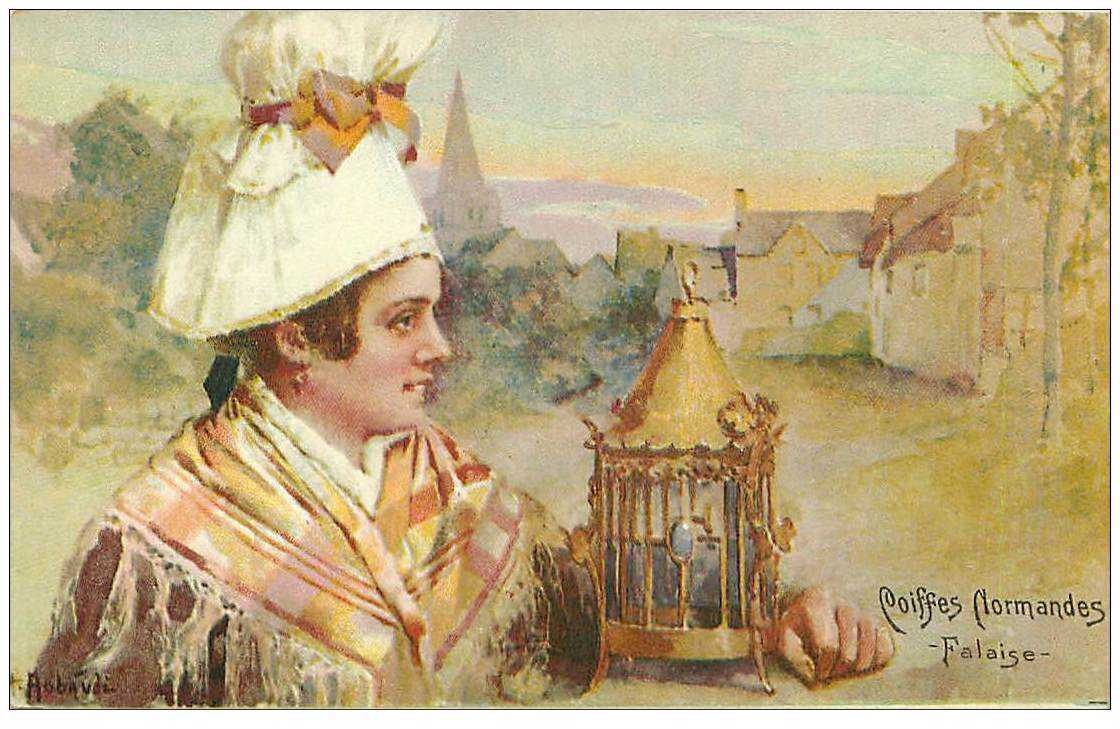
Coiffe de Falaise au début du XXe siècle.

### Personnalités liées à la commune

#### Natifs de Falaise
- Arlette de Falaise (1010-1050), mère de Guillaume le Conquérant.
- Guillaume le Conquérant (1027-1087), duc de Normandie et roi d'Angleterre.
- Jean Vallière (1483-1523), martyr protestant.
- Nicolas Vauquelin des Yveteaux (1567-1649), poète.
- Antoine de Montchrestien (1575-1621), poète, dramaturge et économiste.
- Philippe Fortin de La Hoguette (1585-1668), écrivain.
- François Bonnemer (1638-1689), peintre, dessinateur et graveur.
- Alexandre Legot (1747-1811), homme politique né à Falaise, député du Calvados à la Convention.
- Louis-Alexandre-Jacques Vardon (1751-1809), homme politique de la Révolution française, député du Calvados.
- Pierre-Gilles Langevin (1755-1831), abbé et historien.
- Alexandre Piquet (1755-1817), homme politique né à Falaise, député du Calvados de 1815 à 1816.
- Pierre Henry-Larivière (1761-1838), député à la Convention nationale.
- François Fleury (1763-1840), homme politique né à Falaise, maire de Villy, député du Calvados de 1827 à 1837.
- Pierre Lenouvel (1767-1850), homme politique né à Falaise, maire de Vire, député du Calvados pendant les Cent-Jours.
- Jacques Édouard Leclerc (1767-1852), homme politique né à Falaise, député du Calvados de 1827 à 1831 et de 1837 à 1842.
- Caroline de Combray (1773-1809), contre-révolutionnaire.
- Frédéric de Lafresnaye (1783-1861), collectionneur et ornithologue.
- Louis Alphonse de Brébisson (1798-1872), botaniste et photographe.
- Moustache (chien) (1799-1811) chien soldat qui s'est distingué au cours des Guerres révolutionnaires et de l'Empire[79].
- Alexandre Cosnard (1802-1880), poète, chef de bureau de l'administration de l'octroi (se donnait le titre de « disciple d'Émile Deschamps »). Ses poésies se caractérisent par une extrême délicatesse.
- Pauline Roland (1805-1852), féministe et socialiste.
- Charles-Philippe de Chennevières-Pointel (1820-1899), historien de l’art et écrivain sous le nom de « Jean de Falaise ».
- Jules Lardière (parfois écrit Jules Lardières) (1829-1876), industriel, journaliste et haut fonctionnaire français.
- Clément-Edmond Révérend du Mesnil (1832-1895), historien et généalogiste.
- Elphège Boursin (1836-1891), journaliste, homme de lettres et historien.
- Louis Liard (1846-1917), philosophe et administrateur.
- Robert Dumont-Duparc (1866-1932), artiste peintre.
- Paul Langevin (1872-1946), physicien, issu d'une famille de serruriers implantés à Falaise.
- Lucien Plantefol (1891-1983), botaniste.
- André Lemaître (1909-1995), peintre.
- Bernard de La Rochefoucauld (1901-1944), résistant.
- Edmone Robert (1912-1945), résistante, une rue porte son nom à Falaise.
- Jacques Hébert (1920-2018), Compagnon de la Libération[80], maire de Cherbourg de 1959 à 1977.
- Bernard Hébert (1921-1984), frère du précédent, Compagnon de la Libération[81].
- Annick Coupé (1953-), syndicaliste.
- Alain Ferté (1955-) et Michel Ferté (1958-2023), coureurs automobile.
- Alain Chennevière (1959-), chanteur.
- Rodolphe Thomas (1962-), homme politique.
- Stéphane Le Bouyonnec (1962-), député de la circonscription de La Prairie à l'Assemblée nationale (Québec) (40e législature).
- Cédric Hengbart (1980-), ancien joueur de football professionnel.

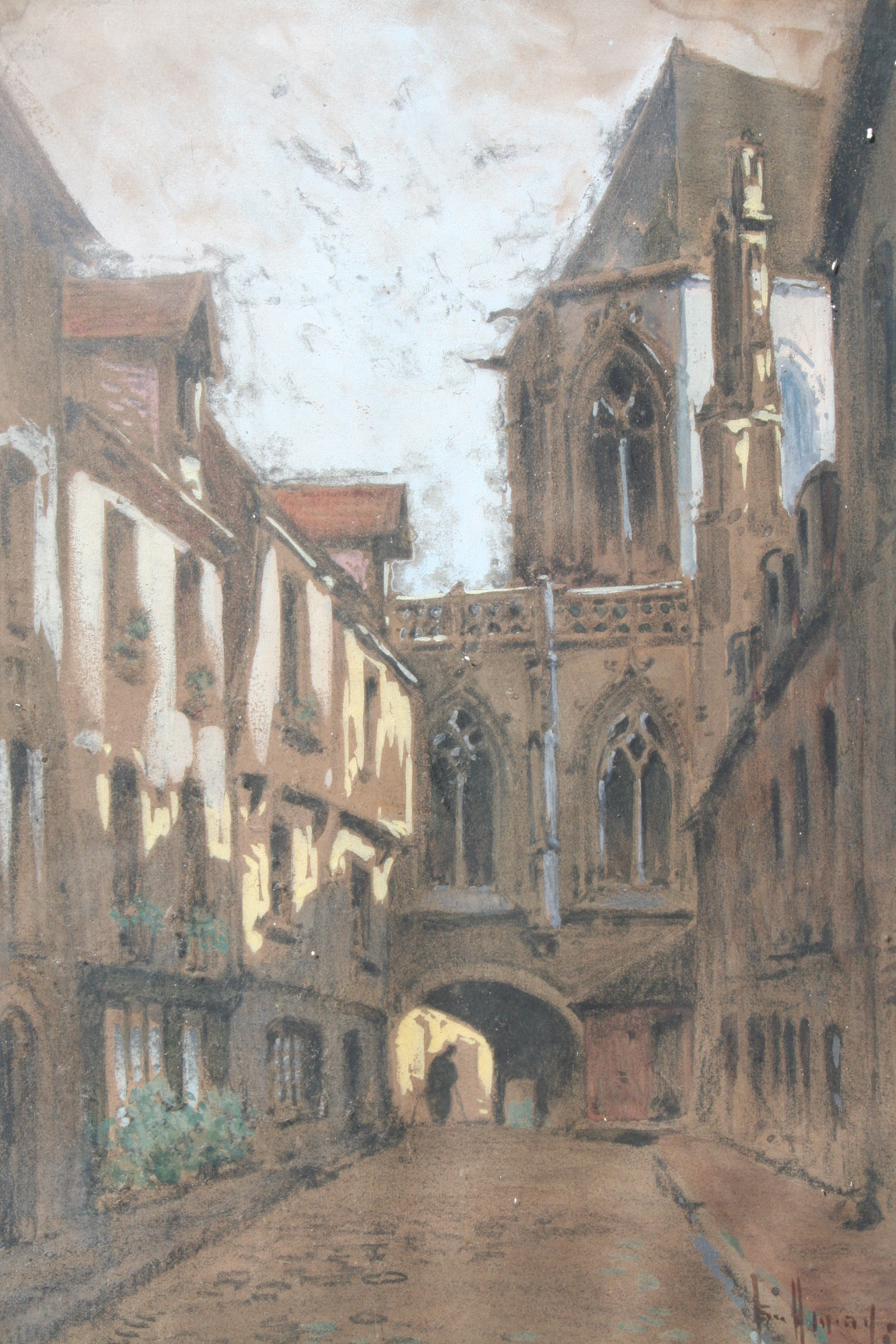
Falaise
aquarelle par
Émile Appay (1876-1935).

#### Décédés à Falaise
- Charles Louis Didier Songis l'Aîné (1752-1840), général français de la Révolution et de l’Empire.

#### Autres
- L'évêque Étienne Antoine Boulogne (1747-1825) y résida.
- Édith Piaf a vécu une petite partie de sa petite enfance chez sa grand-mère paternelle, Léontine Louise Descamps, près de l'église Saint-Gervais et de la porte Lecomte[82] avant de partir à Bernay, où sa grand-mère tenait une maison close. Son grand-père paternel, Victor Alphonse Gassion est né à Falaise, il était connu sous le nom de "l'Écuyer Gassion de Falaise"[83]. Sa tante Zéphoria, surnommée Tante Zaza, fille de ce dernier, l'a recueillie vers 1920. Une de ses cousines paternelles, Cécile Bernier, a vécu à Falaise[84]. Aujourd'hui, une rue porte son nom, dans un quartier de rues aux noms de chanteurs non loin de Saint-Laurent.
- Jacques Gamblain est le parrain du cinéma de Falaise "L'Entracte"[78] depuis 1997. La salle porte son nom.
- Emmanuel Chaunu est le parrain du Musée des Automates de Falaise, musée municipal.

### Héraldique
| Armes de Falaise | Les armes de la commune de Falaise se blasonnent ainsi : De gueules au château donjonné d'argent maçonné de sable, posé sur un rocher d'argent. |